# Grocholin (przystanek kolejowy)
Grocholin – przystanek kolejowy we wsi Palmierowo, w woj. kujawsko-pomorskim, w Polsce.